# Слоны умеют помнить
«Слоны умеют помнить» (англ. Elephants Can Remember) — роман английской писательницы Агаты Кристи, написанный в 1972 году. Впервые издан в том же году.
Это последний роман о Пуаро по времени написания Агатой Кристи. Роман «Занавес», в котором Пуаро умирает, был написан в начале Второй мировой войны.
В этом романе Пуаро расследует двойное убийство вместе с писательницей Ариадной Оливер, которая сопровождает Пуаро почти во всех поздних романах Кристи. Роман считается одним из слабых произведений Кристи. Авторитетное английское издание «The Cambridge Guide to Women’s Writing in English» охарактеризовало этот роман как «один из неприятнейших последних романов Кристи, где она потеряла былую хватку».

## Экранизации
- 2013 — «Слоны помнят всё», 66-й эпизод телесериала «Пуаро Агаты Кристи». В главной роли — Дэвид Суше.